# Алберт Сејбин
Алберт Брус Сејбин (енгл. Albert Bruce Sabin; Бјалисток, 26. август 1906 — Вашингтон, 3. март 1993) је био амерички вирусолог, пореклом пољски Јеврејин. Био је професор Медицинског колеџа Универзитета у Синсинатију (САД), а потом председник Вајцмановог института у Израелу.
Познат је по проналаску вакцине против полиомијелитиса (заразна дечја парализа). Сејбинова вакцина, справљена од ослабљених вируса, први пут је масовно примењена у Совјетском Савезу.